# Eitra (Hauneck)
Eitra ist ein Ortsteil der Gemeinde Hauneck im osthessischen Landkreis Hersfeld-Rotenburg.

## Geografische Lage
Der Ort liegt zwischen Bodes im Süden und Sieglos im Norden.

## Geschichte

### Ortsgeschichte
Die älteste bekannte schriftliche Erwähnung von Eitra erfolgte unter dem Namen Eyter im Jahr 1385.
Im Jahr 1494 war Wüstung ein Lehen des Rittergeschlecht  von Buchenau. Verwaltungstechnisch gehörte der Ort zum damaligen Zeitpunkt zum Amt Schildschlag.
Hessische Gebietsreform (1970–1977)
Zum 1. August 1972 wurde die bis dahin selbständige Gemeinde Eitra im Zuge der Gebietsreform in Hessen kraft Landesgesetz in die Gemeinde Hauneck eingemeindet.
Für Eitra wurde, wie für die alle Ortsteile von Hauneck, ein Ortsbezirk mit Ortsbeirat und Ortsvorsteher nach der Hessischen Gemeindeordnung eingerichtet.

### Bevölkerung
Einwohnerstruktur 2011
Nach den Erhebungen des Zensus 2011 lebten am Stichtag dem 9. Mai 2011 in Eitra 336 Einwohner. Darunter waren 6 (1,8 %) Ausländer.
Nach dem Lebensalter waren 57 Einwohner unter 18 Jahren, 135 waren zwischen 18 und 49, 81 zwischen 50 und 64 und 63 Einwohner waren älter.
Die Einwohner lebten in 150 Haushalten. Davon waren 15 Singlehaushalte, 39 Paare ohne Kinder und 51 Paare mit Kindern, sowie 15 Alleinerziehende und keine Wohngemeinschaften. In 24 Haushalten lebten ausschließlich Senioren und in 102 Haushaltungen leben keine Senioren.
Einwohnerentwicklung
 Quelle: Historisches Ortslexikon
- 1385: mindestens ein Gut
- 1494: wüst
- 1631: 12 Haushaltungen
- 1747: 13 Haushaltungen
- 1772: 15 Haushaltungen mit 87 Einwohnern

| Eitra: Einwohnerzahlen von 1813 bis 2011 | Eitra: Einwohnerzahlen von 1813 bis 2011 | Eitra: Einwohnerzahlen von 1813 bis 2011 | Eitra: Einwohnerzahlen von 1813 bis 2011 | Eitra: Einwohnerzahlen von 1813 bis 2011 |
| --- | ---------------------------------------- | ---------------------------------------- | ---------------------------------------- | ---------------------------------------- |
| Jahr |                                          |                                          |                                          | Einwohner                                |
| 1813 | 1813                                     |                                          | 116                                      | 116                                      |
| 1830 | 1830                                     |                                          | 116                                      | 116                                      |
| 1834 | 1834                                     |                                          | 128                                      | 128                                      |
| 1840 | 1840                                     |                                          | 128                                      | 128                                      |
| 1846 | 1846                                     |                                          | 153                                      | 153                                      |
| 1852 | 1852                                     |                                          | 134                                      | 134                                      |
| 1858 | 1858                                     |                                          | 136                                      | 136                                      |
| 1864 | 1864                                     |                                          | 113                                      | 113                                      |
| 1871 | 1871                                     |                                          | 124                                      | 124                                      |
| 1875 | 1875                                     |                                          | 116                                      | 116                                      |
| 1885 | 1885                                     |                                          | 164                                      | 164                                      |
| 1895 | 1895                                     |                                          | 199                                      | 199                                      |
| 1905 | 1905                                     |                                          | 233                                      | 233                                      |
| 1910 | 1910                                     |                                          | 232                                      | 232                                      |
| 1925 | 1925                                     |                                          | 250                                      | 250                                      |
| 1939 | 1939                                     |                                          | 261                                      | 261                                      |
| 1946 | 1946                                     |                                          | 357                                      | 357                                      |
| 1950 | 1950                                     |                                          | 374                                      | 374                                      |
| 1956 | 1956                                     |                                          | 380                                      | 380                                      |
| 1961 | 1961                                     |                                          | 352                                      | 352                                      |
| 1967 | 1967                                     |                                          | 372                                      | 372                                      |
| 1970 | 1970                                     |                                          | 380                                      | 380                                      |
| 1975 | 1975                                     |                                          | 447                                      | 447                                      |
| 1980 | 1980                                     |                                          | 399                                      | 399                                      |
| 1984 | 1984                                     |                                          | 429                                      | 429                                      |
| 2001 | 2001                                     |                                          | 397                                      | 397                                      |
| 2006 | 2006                                     |                                          | 352                                      | 352                                      |
| 2011 | 2011                                     |                                          | 336                                      | 336                                      |
| Datenquelle: Historisches Gemeindeverzeichnis für Hessen: Die Bevölkerung der Gemeinden 1834 bis 1967. Wiesbaden: Hessisches Statistisches Landesamt, 1968. Weitere Quellen: LAGIS; Zensus 2011; Gemeinde Hauneck |                                          |                                          |                                          |                                          |

Religionszugehörigkeit
| • 1885: | 156 evangelische (= 95,12 %), drei katholische (= 1,83 %), fünf anderes christliche-konfessionelle (= 3,05 %) Einwohner |
| • 1961: | 286 evangelische (= 81,25 %), 61 katholische (= 17,33 %) Einwohner                                                      |

## Religion
Der Ort gehört zum evangelischen Kirchspiel Unterhaun, besitzt aber eine eigene evangelisch-reformierte Kirche, die 1894 von den Orten Eitra und Sieglos gemeinsam erbaut wurde.

## Infrastruktur
Durch den Ort verläuft die Landesstraße 3170, westlich des Ortes die Bundesstraße 27. Der öffentliche Personennahverkehr erfolgt durch die RKH Bus GmbH mit der Linie 365.